# 조국과 청춘 5집
조국과 청춘 5집은 조국과 청춘의 다섯번째 앨범이다. 1996년 5월 31일에 발매되었다.

## 개요
1996년 발매되었다. 이 앨범은 조국과 청춘의 5집 앨범이지만, 합법으로는 1집이다. 기존의 민중가요와는 다르게 포크와의 결합을 택했는데 이는 운동권의 고민을 담았다는 점, 당시 대중가요의 대표 장르인 락을 택했다는 점에서 화제가 되었다. 수록곡 <장산곶매>는 '우리가 살아야 할 길은 외세에 맞서는 것이다'를 주제로 하였다. 보사노바 리듬을 이용한 노래 <우산>은 당시 위기에 처한 운동권을 비 오는 날에 빗대었다.

## 수록곡
총 11곡이 수록되어 있다.
1. 장산곶매
2. 우리는 청춘
3. 우산
4. 문을 닫아
5. 전사
6. 가자! 철마야
7. 내 눈물에 고인 하늘
8. 감옥으로부터의 외침
9. 들꽃의 전설
10. 청년 시대
11. 자! 우리 가볼까